# Morze Korsyki
Morze Korsyki (wł. Mare di Corsica) – południowe odgałęzienie Morza Śródziemnego.
Morze Korsyki rozszerza się od zachodniego wybrzeża Korsyki, na północ w stronę morza Liguryjskiego, na południe do Sardynii i na zachód w stronę morza Balearskiego.
Na morzu Korsyki znajduje się 5 wysp, największe to Korsyka, Île du Levant, Île de Port-Cros i Île de Porquerolles.